# Waiheke Island
Waiheke Island er beliggende i Haurakigolfen 35. minutters sejlads fra Auckland, New Zealand. 
Waiheke Island har et kuperet landskab med få flade områder. Det højeste punktet på øen er Maunganui (231 meter).
Klimaet er generelt varmere end Aucklands med lavere fugtighed, mindre regn og flere solskinstimer. Øen har omkring 7.000 faste indbyggere. Den er en populær feriedestination. 
36°48′S 175°06′Ø / 36.8°S 175.1°Ø